# مدين الموسوي
جابر محمد عباس الجابري الموسوي المشهور باسمه الفني مَدْيَنْ الموسوي أو أبو مَدْيَنْ الموسوي (1958) شاعر عراقي. ولد في النجف. درس في جامعة الموصل. عاش مغتربًا وتنقّل بين لبنان وسوريا وإيران. من دواوينه الشعرية الجرح يا لغة القرآن 1983 وأوراق الزمن الغائب 1986 وكان لنا وطن 1922.

## سيرته
ولد السيد جابر بن محمد بن عباس الجابري الموسوي النجفي في النجف سنة 1958 ونشأ فيها. دخل المدرسة الابتدائية والمتوسطة والاعدادية، وفيها بدأت ملامح النضوج تنضج على تجربته الشعرية فشارك في العديد من المهرجانات ومنها مهرجان اعدادية النجف، ومن ثم جمعية الرابطة الأدبية وشارك في هذه المرحلة ببعض المسابقات، كتلك التي نظمتها إذاعة صوت الجماهير حيث فاز فيها بالمرتبة الأولى.

التحق بجامعة الموصل، كلية الزراعة وفيها أثبت قدراته الشعرية في أمسيات الجامعة، ونظم الشعر بقسميه العمودي والحر.

خرج من العراق عام 1980 والتحق بفصائل المعارضة العراقية. تنقل بين لبنان وسوريا وإيران، وعاش مغتربًا. واصل دراسته العليا فحصل على شهادة الماجستير في اللغة العربية وآدابها من جامعة بيروت، وكانت بعنوان حيدر الحلي:شاعراً.

هو عضو في اتحاد الكتاب العرب، وعضو اتحاد الكتّاب والأدباء اللبنانيين.

## منصبه
شغل الجابري منصب الوكيل الأقدم لوزارة الثقافة والسياحة حتى إقالته في 2021 بسبب غيابه عن العمل.

## مؤلفاته
- الجرح يا لغة القرآن، شعر، 1982
- أوراق الزمن الغائب، شعر، 1986
- البادرة، شعر
- للرياح لا للأشرعة، شعر
- لهم الشعر، 1996
- للريح.. والرماد، 2003